# 阿里卡达姆乌帕齐拉
阿里卡达姆乌帕齐拉是孟加拉国班多爾班縣的一个乌帕齐拉，位於吉大港专区的班多爾班縣。。

## 人口
據2011年孟加拉國人口普查，阿里卡达姆共有戶數4,923戶，人口24,782人。其中男性佔比55.21%，女性佔比44.79%；成年人口13,312人。該地7歲以上人口之平均識字率為20.7%。